# Bon Jean
Bon Jean es una localidad de Trinidad y Tobago, que forma parte de la región de Princes Town.

## Geografía
La localidad abarca parte de la isla Trinidad y limita al norte con La Savanne, al sur con La Lune y Moruga Village, al este con La Ruffin y al oeste con Marac.

## Demografía
Datos demográficos de la localidad de Bon Jean:
| Gráfica de evolución demográfica de Bon Jean entre 2000 y 2011 |
|                                                                |